# Les Six Compagnons et la Disparue de Montélimar
Les Six Compagnons et la Disparue de Montélimar est le 18e roman, sur 49 titres publiés, de la série Les Six Compagnons créée par Paul-Jacques Bonzon.
Rédigé par Paul-Jacques Bonzon, le roman est édité pour la première fois en 1970 chez Hachette dans la collection Bibliothèque verte. Lors des rééditions à partir de 2006, il est publié dans la Bibliothèque rose.
Le roman évoque la disparition d'une jeune fille à Montélimar. L'action se déroule principalement à Montélimar (Drôme), à Avignon et à Valence.

## Principaux personnages
- Les Six Compagnons
  - Tidou
  - Le Tondu
  - Gnafron
  - Bistèque
  - La Guille (absent : blessé et resté à Lyon)
  - Mady
- Le chien Kafi
- Valérie et Marius Plantevigne : oncle et tante de Mady
- Farigoulette Villeneuve
- Ludovic Barois
- Christine Barois (« la Disparue de Montélimar »)
- Mme Fontanille

## Résumé
Les Compagnons veulent venir en aide financière à La Guille qui s'est blessé à Lyon dans un accident de la circulation. Valérie et Marius Plantevigne, oncle et tante de Mady habitant à Montélimar, ont accepté que les Compagnons plantent leurs tentes dans le jardin de leur propriété et leur ont même trouvé du travail. Les quatre garçons se rendent donc à Montélimar en vélomoteurs. Le lendemain de leur arrivée, le Tondu et Tidou font la connaissance d'un adolescent aux cheveux blonds, apeuré, épuisé, qui s'était caché dans un coin (invisible à l'œil nu) d'un poids-lourd. L'adolescent est effrayé par Kafi et propose même de l’argent pour que Tidou et le Tondu le laissent partir sans poser de questions. Une jeune fille amie de Mady, Farigoulette Villeneuve, a découvert un peigne oublié sur un banc du parc public et pense qu'il appartient à l'adolescent.
Le lendemain, on apprend par la radio qu'un adolescent de Troyes s'est enfui de chez-lui et a disparu : un avis de recherche est lancé. La description faite par la radio ne laisse aucun doute : l'adolescent inconnu rencontré précédemment est le fugitif et s'appelle Ludovic Barois. Le jour suivant, les Compagnons et Mady découvrent Ludovic dans une maison abandonnée. La description du fugitif et le peigne permettent de confirmer son identité. Ludovic leur explique la raison de sa fugue : son tuteur est le mari d'une tante qui est morte ; il est âpre au gain ; cet homme ne l’aime pas. Mais surtout, Ludovic a appris par hasard que sa petite sœur Christine, qu'il croyait être morte dans l'incendie de la maison familiale qui avait tué sa mère un peu moins d'une dizaine d'années auparavant, pourrait être vivante. Elle aurait été sauvée par une femme inconnue lors de l'incendie. Ludovic a donc décidé de fuir Troyes et de venir à Montélimar pour retrouver les lieux de la maison incendiée et faire des recherches sur l'existence éventuelle de sa sœur.
Les Compagnons font une enquête serrée, rencontrent des témoins de l'incendie survenu neuf ou dix ans auparavant, se font communiquer des articles de journaux de l'époque. Ils apprennent que la femme suspectée d'avoir enlevé Christine s'appellerait Mme Fontanille et que peu après l'incendie, elle serait partie à Avignon. Les quatre garçons, Mady et Kafi se rendent donc à Avignon.
Ils font une enquête et, grâce à un facteur ayant de la mémoire, apprennent que Mme Fontanille, après être restée trois ou quatre ans à Avignon, avait finalement quitté la ville pour retourner à Montélimar ! À leur retour au domicile de l'oncle et de la tante de Mady, un message a été placé près des tentes, leur enjoignant de cesser leur enquête et de quitter au plus vite la ville.
On apprend finalement que la sœur de Ludo n'est autre que Farigoulette, et que la mère de celle-ci est Mme Fontanille, le nom de son premier époux. Elle avait repris son nom de jeune fille (Villeneuve) pour brouiller les pistes. C'est Farigoulette qui avait inscrit le message menaçant près des tentes. Mady envoie un courrier à Ludo pour lui apprendre les dernières révélations. Ludo veut de nouveau faire une fugue pour venir à Montélimar, mais son tuteur l’en empêche. Le tuteur vient à Montélimar, enlève Farigoulette en pleine rue, lui intime l'ordre de rédiger deux petits courriers (dont l'un à destination de Mme Villeneuve-Fontanille) indiquant qu'elle veut quitter la région, puis la chloroforme.
M. Plantevigne et les Compagnons prennent en chasse la voiture du tuteur, le forcent à s'arrêter, récupèrent Farigoulette et la restituent à sa mère. Néanmoins le tuteur porte plainte pour l’enlèvement ayant eu lieu presque 10 ans avant. La prescription criminelle n'étant pas atteinte, Mme Villeneuve est poursuivie devant la cour d'assises de Valence, mais en fin de compte elle est acquittée.
Elle peut désormais vivre avec Farigoulette, et elle a bon espoir que Ludo vienne prochainement vivre chez elle.